# محمدتقی فرور
محمدتقی فرور (۱۳۲۰ – ۱۳۹۷) دانش‌آموختهٔ دبیرستان البرز تهران بود. تحصیلات عالی خود را در زمینه‌های معماری، مهندسی، ریاضیات محض و فیزیک در دانشگاه آمریکایی بیروت، دانشگاه اوانزویل آمریکا و دانشگاه واشینگتن سپری کرده‌است و سرانجام دکترای اکولوژی و علوم اجتماعی را از دانشگاه واشینگتن دریافت کرده‌است. از بنیان‌گذاران سازمان حفاظت محیط زیست ایران بوده و در تأسیس دانشگاه بوعلی همدان مشارکت داشته‌است. در حال حاضر رئیس کنسرسیوم بین‌المللی قرق‌های بومی و رئیس هیئت مدیرهٔ مؤسسه توسعه پایدار و محیط زیست و طراح و مدیر اولین برنامه توسعه مشارکت اجتماعی در ایران با نام «طرح توسعه یکپارچه سلسله» هستند.
دکتر فرور مدتی معاونت دانشگاه بوعلی همدان را بر عهده داشته‌است.
محمدتقی فرور، در بیست و پنجم تیر ۱۳۹۷ به دلیل عارضه قلبی درگذشت.

## فعالیت‌ها
- رئیس کنسرسیوم بین‌المللی قرق‌های بومی (ICCA Consortium)
- عضو هیئت امنای بنیاد پاول. ک. فایرابند سوئیس
- رئیس هیئت مدیرهٔ مؤسسه توسعهٔ پایدار و محیط زیست (CENESTA) در ایران